# تادئوش کراوس
تادئوش کراوس (چکی: Tadeusz Kraus؛ زادهٔ ۲۲ اکتبر ۱۹۳۲ – درگذشتهٔ ۳۱ اکتبر ۲۰۱۸) یک بازیکن و مربی فوتبال اهل چکسلواکی بود.
از باشگاه‌هایی که در آن بازی کرده‌است می‌توان به دوکلا پراگ، باشگاه فوتبال باومیت یابلونتس و باشگاه فوتبال اسپارتا پراگ اشاره کرد. وی سابقه ۲۳ بازی در تیم ملی فوتبال چکسلواکی را در کارنامه دارد.